# Cassell
Cassell & Co — британское книжное издательство, основанное в 1848 году Джоном Касселлом (1817—1865). В 1890-х годах стало международной издательской группой.
В 1995 году издательство Cassell & Co поглотило компанию Pinter Publishers. В декабре 1998 года оно, в свою очередь, стало частью Orion Publishing Group. В январе 2002 года импринты Cassell, включая Cassell Reference и Cassell Military, были объединены с импринтами Weidenfeld, став частью нового подразделения под названием Weidenfeld & Nicolson Ltd. Cassell Illustrated остаётся импринтом издательства Octopus Publishing Group.

## История
Основателем компании стал Джон Касселл (1817—1865), который перепробовал профессии плотника, проповедника, торговца чаем и кофе, прежде чем занялся издательским делом. 1 июля 1848 года вышел первый номер еженедельной газеты «Стандарт свободы», пропагандировавшей религиозную, политическую и коммерческую свободу. Другим популярным изданием, созданным Касселом, стал «Друг рабочего». В 1849 году Касселл совмещал издательское дело и бакалейный бизнес. В 1851 году его растущие потребности привели к тому, что он арендовал часть La Belle Sauvage, лондонской гостиницы, которая в Елизаветинской Англии служила театром. Бывшая гостиница была снесена в 1873 году, чтобы освободить место для железнодорожного виадука, а рядом были построены новые помещения. La Belle Sauvage была окончательно разрушена в 1941 году во время бомбардировок Второй мировой войны.
Томас Диксон Галпин, родившийся в Дорчестере (графство Дорсет), и Джордж Уильям Петтер, родившийся в Барнстапле (графство Девон), были партнёрами в полиграфической фирме. После банкротства Джона Касселла в июне 1855 года они приобрели издательскую компанию вместе с долгами. В период с 1855 по 1858 годы типография работала под названием Petter and Galpin.
После банкротства в 1858 году Джон Касселл стал младшим партнёром, а фирма была переименована в Cassell, Petter & Galpin. С приходом в 1878 году ещё одного партнёра Роберта Тёрнера компания стала называться Cassell, Petter, Galpin & Company. Петтер вышел на пенсию в 1883 году, и компания стала называться Cassell and Company, Ltd. В 1888 году Петтер умер, Галпин ушёл с поста управляющего директора, а Тёрнер стал ее председателем компании. Сохранилась газетная реклама от июля 1887 года, нижний колонтитул которой гласил: «Cassell & Company, Limited, Ладгейт-Хилл, Лондон, Париж, Нью-Йорк и Мельбурн».
Сэр Томас Уэмисс Рид был генеральным директором до 1905 года, когда Артур Сперджен возглавил фирму и вдохнул в неё новую жизнь. Вместо издания журналов Сперджен сосредоточился возрождении книжного бизнеса. В 1923 году акции компании были размещена на фондовой бирже, а несколько лет спустя журналы, принадлежащие компании, были проданы Amalgamated Press. 
В 1969 году Cassell была приобретена американской компанией Crowell Collier & Macmillan (позже переименованной в Macmillan Inc.). В 1982 году Macmillan продал Cassel телерадиосети CBS. В 1986 году Cassell выкупила группа венчурных инвесторов во главе с Филлипом Старроком.
В октябре 1992 года Cassell & Co купила издательство Victor Gollancz Ltd у Houghton Mifflin. В декабре 1998 года компания была поглощена издательством Orion Publishing Group. В 1999 году академические и религиозные издания Касселла были объединены с американской компанией Continuum, став частью Continuum International Publishing Group.

## Издания
- Cassell’s Magazine
- Cassell’s Saturday Journal (1883—1921)
- Cassell’s Weekly (1923), позднее T.P.'s & Cassell’s Weekly (1923—1927)
- Chums (1892—1934)
- The Echo (1868—1905)
- The Lady’s World (1886), позднее The Woman’s World (1887—1890), под редакцией Оскара Уайльда
- Little Folks (1871—1933), под редакцией Сэма Хилд Хеймера (1895—1907)
- The Illustrated Magazine of Art (1853-54), позднее The Magazine of Art (1878—1904)
- The New Magazine (1909—1927)
- The New Penny Magazine (1898—1902), позднее The Penny Magazine (1903—1925) и Cassell’s Popular Magazine (1925)
- The Quiver (1861—1956)
- The Story-Teller (1907—1937)
- The Work (1889—?)